# Zeitmaschinen-Geschichten
Zeitmaschinen-Geschichten (italienisch Macchina del tempo) ist eine italienische Comicreihe mit Micky Maus, die seit 1985 in verschiedenen Disney-Publikationen erscheint. Die erste Episode mit dem Titel Topolino e il segreto della Gioconda erschien am 15. September 1985 in Topolino 1555. Sie wurde von Bruno Concina geschrieben und von Massimo De Vita gezeichnet, auf Deutsch erschien sie erstmals im Januar 1987 als Das Geheimnis der Mona Lisa in Panzerknacker & Co. 9.
Bis heute entstanden über 100 Zeitmaschinen-Geschichten, die von wechselnden italienischen Autoren und Zeichnern umgesetzt werden. Die meisten Geschichten sind zwischen 30 und 40 Seiten lang, es gibt jedoch auch einige spezielle Geschichten von über 100 Seiten Länge.

## Handlung
Die Professoren Zapotek und Marlin haben in einem geheimen Keller des Entenhausener Museums eine Zeitmaschine gebaut, die sie nutzen wollen, um die Geheimnisse der Geschichte aufzuklären. Die einzigen, die in die Existenz der Zeitmaschine eingeweiht sind, sind Micky Maus und sein Freund Goofy. Die beiden brechen in den Geschichten zu Zeitreisen in verschiedene Epochen auf, während die Professoren in der Gegenwart verbleiben, um die Technik zu überwachen.
Eine Eigenheit der Zeitmaschine ist, dass die Rückkehr in die Gegenwart automatisch nach 24 Stunden erfolgt. Dazu muss man sich jedoch exakt am Ausgangspunkt der Reise befinden, was für Micky und Goofy oft zu einem Wettlauf gegen die Zeit ausartet.
In einigen Geschichten erlangen weitere Charaktere wie Kater Karlo oder Mickys Neffen Mack und Muck Kenntnis über die Zeitmaschine. Für solche Fälle halten Zapotek und Marlin einen Vergessenstrank bereit, der die Erinnerungen an die Zeitmaschine löscht.

## Veröffentlichung in Deutschland
Die erste Zeitmaschinen-Geschichte erschien in Deutschland am 8. Januar 1987 in Panzerknacker & Co. 9. In der Folge wurden weitere Episoden in diversen Disney-Publikationen veröffentlicht, vorwiegend im Lustigen Taschenbuch.
Einige der neueren Geschichten wurden bisher noch nicht in Deutschland abgedruckt.

### Liste deutscher Veröffentlichungen
| Jahr | Titel (D)                                              | Titel (I)                                           | Erstveröffentlichung   | Nachdrucke                                                   |
| ---- | ------------------------------------------------------ | --------------------------------------------------- | ---------------------- | ------------------------------------------------------------ |
| 1985 | Das Geheimnis der Mona Lisa                            | Topolino e il segreto della Gioconda                | Panzerknacker & Co. 9  | LTB Spezial 19, History 4                                    |
| 1985 | Napoleons Geheimnis                                    | Topolino e il segreto di Napoleone                  | Panzerknacker & Co. 12 | LTB Spezial 4                                                |
| 1985 | Der Schatz des Priamos                                 | Topolino e la guerra di Troia                       | LTB 121                | Enthologien 3                                                |
| 1986 | Stippvisite bei den Wikingern                          | Topolino e gli enigmi del tempo                     | Donald Duck 377        | Donald Comics & mehr 10, LTB Spezial 19, Donald Duck & Co. 9 |
| 1986 | Außerirdische Entwicklungshelfer                       | Topolino e gli invasori preistorici                 | Donald Duck 386        | LTB Spezial 19, Enthologien 13                               |
| 1986 | Das Geheimnis der Osterinsel                           | Topolino e l'enigma dell'isola di Pasqua            | Onkel Dagobert 36      | LTB Spezial 58                                               |
| 1986 | Das fatale Pokalfinale                                 | Topolino e il mistero del mundial                   | LTB 128 (gekürzt)      | LTB Spezial 5                                                |
| 1986 | Das Geheimnis der Dolmen                               | Topolino e il mistero dei Dolmen                    | LTB 131                | Sonderedition 2018-4                                         |
| 1986 | Das Geheimnis der Amazonen                             | Topolino e la leggenda delle Amazzoni               | Panzerknacker & Co. 13 | LTB Spezial 32, Enthologien 17                               |
| 1986 | Das Geheimnis der Dinosaurier                          | Topolino e il mistero dei dinosauri                 | Onkel Dagobert 22      | LTB Spezial 26, Enthologien 13                               |
| 1986 | Die Schlacht von Lepanto                               | Topolino e la battaglia di Lepanto                  | Donald Duck 378        | LTB Spezial 19                                               |
| 1986 | Die Nase der Kleopatra                                 | Topolino e il naso di Cleopatra                     | Donald Duck 381        | LTB Spezial 12, Enthologien 1, History 1                     |
| 1986 | Die Legende vom Panettone                              | Topolino e la leggenda del panettone                | LTB 131                | LTB Spezial 2, LTB Spezial 4, Der große Druckhaus 2          |
| 1987 | Das Geheimnis der Pyramiden                            | Topolino e il mistero delle piramidi                | Donald Duck 394        | LTB Spezial 12, Enthologien 1                                |
| 1987 | Attila der Hunnenkönig                                 | Topolino e l'intruso spazio-temporale               | LTB 133                | LTB Spezial 4, History 3                                     |
| 1987 | Wissen ist Macht                                       | Topolino e il ritorno al passato                    | LTB 134                | LTB Spezial 52                                               |
| 1988 | König Arthurs Tafel                                    | Topolino e i cavalieri della Tavola Rotonda         | Donald Duck 407        | LTB Spezial 4, Donald Duck & Co. 23                          |
| 1988 | Der Schachautomat                                      | Topolino e l'automa scacchista                      | Onkel Dagobert 28      | Sonderedition 2018-4                                         |
| 1988 | "Im Namen der Mimose"                                  | Topolino in "Il nome della mimosa"                  | LTB 142                | -                                                            |
| 1988 | Das verlorene Testament                                | Topolino e l'incredibile avventura                  | LTB 143                | Anthologie 3                                                 |
| 1989 | Die Scheibe von Festos                                 | Topolino e il disco di Festòs                       | Onkel Dagobert 29      | LTB Spezial 12, Enthologien 3                                |
| 1989 | Hähnchen à la Marengo                                  | Topolino e il pollo alla Marengo                    | Onkel Dagobert 34      | -                                                            |
| 1989 | Ein romantisches Abenteuer                             | Minni e la romantica avventura                      | LTB 147                | LTB Spezial 48, Enthologien 24                               |
| 1989 | Im Reich von Richard Löwenherz                         | Topolino e l'equivoco temporale                     | LTB 150                | Enthologien 14, History 3                                    |
| 1989 | Auf den Spuren von Dick und Doof                       | Topolino e il mistero di Stanlio & Ollio            | Onkel Dagobert 39      | LTB Spezial 16, History 6                                    |
| 1989 | Das verrückte Mausoleum                                | Topolino e la leggenda di re Porsenna               | LTB 149                | LTB Spezial 52, Enthologien 30                               |
| 1989 | Der Fall Eiffel                                        | Topolino e il caso Eiffel                           | Donald Duck 431        | Sonderedition 2018-4                                         |
| 1989 | Das stumme Heer des Mio-Mao-Khan                       | Topolino e l'affare dei guerrieri d'argilla         | Donald Duck 420        | LTB Spezial 17, Donald Duck & Co. 19                         |
| 1990 | Der Tierkreisstein                                     | Alla ricerca della pietra zodiacale                 | LTB 156-157            | LTB Spezial 14                                               |
| 1990 | Das Geheimnis der Margherita                           | Topolino e il mistero della Margherita              | Onkel Dagobert 49      | LTB Spezial 43, Enthologien 23                               |
| 1990 | Ein Lied für Kaiser Nero                               | Topolino e la canzone di Nerone                     | LTB 162                | LTB Spezial 40, Enthologien 19                               |
| 1991 | Zu Besuch im alten Rom                                 | Pippo e l'introvabile Ambvrgvs                      | LTB 166                | -                                                            |
| 1991 | Die Geheimwaffe des Pharaos                            | Topolino e il garage del faraone                    | LTB 166                | Enthologien 1                                                |
| 1991 | Die Geschichte steht kopf                              | Topolino all'inseguimento dell'anacronismo multiuso | LTB 180                | -                                                            |
| 1991 | Der unheimliche Tempel                                 | Topolino e il libro degli arcani                    | LTB 170                | LTB Spezial 37, Enthologien 15                               |
| 1991 | Die rätselhafte Pyramide                               | Topolino e la piramide impossibile                  | LTB 171                | LTB Sonder-Edition 2008, Enthologien 2                       |
| 1991 | Mozarts süßes Geheimnis                                | Topolino e l'eredità di Mozart                      | Donald Duck 447        | LTB Spezial 33                                               |
| 1992 | Das Geheimnis der Nautilus                             | Topolino e il mistero del Nautilus                  | LTB 175                | -                                                            |
| 1992 | Rätsel um Dick Goof                                    | Dick Pipp                                           | LTB 177                | -                                                            |
| 1992 | Das Geheimnis der Etrusker                             | Topolino e il segreto degli Etruschi                | LTB 180                | -                                                            |
| 1992 | Das rätselhafte Truthahnbild                           | Topolino e il disegno enigmatico                    | LTB 181                | LTB Spezial 37, Enthologien 15                               |
| 1992 | In der Zukunft verschollen                             | Topolino e il futuro sbagliato                      | LTB 184                | -                                                            |
| 1992 | Die Fünfhundertjahrfeier                               | Topolino e il salvataggio del cinquecentenario      | Onkel Dagobert 75      | LTB Spezial 32, Enthologien 17                               |
| 1992 | Ausflug in den hohen Norden                            | Topolino e la scappata nordica                      | LTB 185                | -                                                            |
| 1992 | Der Liebe zarte Bande                                  | Topolino e il naufragio nel tempo                   | LTB 188                | LTB Sonder-Edition 2007-3, Sonderedition 2013-4              |
| 1993 | So nicht, Kater Karlo!                                 | Gambadilegno e il progetto mai visto                | LTB 190                | -                                                            |
| 1993 | Der Urmensch aus dem Eis                               | Topolino e la parentesi preistorica                 | Donald Duck 463        | LTB Spezial 26, Enthologien 13                               |
| 1993 | Einsteins Geheimnis                                    | Pippo e il mistero di Einstein                      | LTB 206                | History 6                                                    |
| 1993 | Kosmische Zeitsprünge                                  | Topolino e lo strappo cronospaziale                 | LTB 191                | LTB Sonder-Edition 2010                                      |
| 1993 | Das Geheimnis der steinernen Krone                     | Topolino e l'enigma della corona di pietra          | LTB 198                | LTB Fantasy 3                                                |
| 1994 | Angriff aus der Urzeit                                 | Topolino e la minaccia preistorica                  | LTB 216                | Enthologien 13, Spezial 80                                   |
| 1994 | Störung aus der Zukunft                                | Topolino e il guasto temporale                      | Donald Duck 478        | Donald Duck & Co 53                                          |
| 1994 | Ein schlimmer Verdacht                                 | Topolino e la schedina fatale                       | Donald Duck 525        | LTB Mini Pocket 7                                            |
| 1994 | Rätsel um Palenque                                     | Topolino e la pietra di Palenque                    | LTB 237                | -                                                            |
| 1994 | Der seltsame Fall des Micky Jekyll und des Mister Mike | Lo strano caso di Topo Jekyll e Mister Mike         | LTB 212                | -                                                            |
| 1995 | Zurück aus der Zukunft                                 | Topolino e l'evoluzione fatale                      | Donald Duck 490        | Donald Duck & Co 38                                          |
| 1995 | Streit um Odysseus                                     | Topolino e il vero Ulisse                           | LTB 224                | -                                                            |
| 1995 | Das Geheimnis der Felsenbilder                         | Topolino e i disegni di Nazca                       | Donald Duck 513        | LTB Spezial 37, Enthologien 15                               |
| 1996 | Das Schlüsselerlebnis                                  | Gambadilegno e il momento-chiave                    | Donald Duck 508        | LTB Mini Pocket 5                                            |
| 1996 | Eine kleine Entscheidungshilfe                         | Topolino e il pasticcio nel passato                 | LTB 233                | LTB Spezial 48, Enthologien 24                               |
| 1996 | Die Erinnerungen an morgen                             | Topolino e la memoria futura                        | Abenteuer Team 39      | LTB Spezial 67                                               |
| 1997 | Der Zeitwirrwarr                                       | Topolino e il nonsenso temporale                    | LTB 244                | -                                                            |
| 1997 | Ein Fall von Nostalgie                                 | Zio Paperone e l'attacco nostalgico                 | Abenteuer Team 37      | LTB Spezial 19, Entenedition 40                              |
| 1997 | Verschollen am Südpol                                  | Topolino e la spedizione antartica                  | Abenteuer Team 36      | LTB Spezial 23                                               |
| 1998 | Eine Welt ohne Fußball                                 | Il mondiale scomparso                               | LTB Spezial 5          |                                                              |
| 2000 | Das Geheimnis des schwarzen Mondes                     | Topolino e il mistero della luna nera               | LTB Spezial 39         | LTB Enthologien 34                                           |
| 2000 | Der leuchtende Ring von Atlantis                       | Topolino e l'anello d'oro di Atlantide              | LTB Spezial 40         | Enthologien 19                                               |
| 2001 | Das achte Weltwunder                                   | Topolino e l'ottava meraviglia                      | Enthologien 3          | LTB History 2                                                |
| 2001 | Wind des Vergessens                                    | Topolino e il vento dell'Azalai                     | LTB 297                | LTB Spezial 30                                               |
| 2002 | Das letzte Geheimnis der Inkas                         | Topolino e l'ultima via degli Incas                 | LTB 328                | LTB Spezial 37, Enthologien 15, History 5                    |
| 2006 | Rätsel um da Vinci                                     | Topolino e il segreto Da Vinci                      | LTB 357                | -                                                            |
| 2007 | Die geheimnisvolle Fackel                              | Topolino e il sigillo di Vladimir Zeta              | LTB 393                | -                                                            |
| 2008 | Der Schatz des Mauso Polo                              | Topolino e i milioni di Marco Topo                  | LTB 387                | -                                                            |
| 2009 | Der letzte Dinosaurier                                 | Topolino e il criptomistero zoologico               | LTB 426                | -                                                            |
| 2012 | Der Tartan aus dem Nebelwald                           | Topolino e il mostruoso tartan delle nebbie         | LTB 435                | -                                                            |